# Nose
Nose (jap. 能勢町 Nose-chō) – miasto w Japonii, na wyspie Honsiu, w prefekturze Osaka. Według danych na rok 2020 miejscowość zamieszkiwało 9 079 mieszkańców , a gęstość zaludnienia wyniosła 92 os./km².